# Телевизионный балет
Телевизионный балет (телебалет) — жанр телевизионного искусства, представляющий собой синтез достижений современной хореографии и выразительных средств телевидения; является разновидностью телевизионного спектакля.

## История жанра
Отдельные хореографические номера, снятые в студийных павильонах, в СССР появились на телевидении ещё во второй половине 40-х годов. Позже начались трансляции балетных спектаклей из ведущих театров страны. Во второй половине е 50-х годов появились снятые на киноплёнку, для демонстрации по телевидению или в кинотеатрах, известные балетные спектакли Большого театра и Театра им. Кирова.
Жанр телебалета, как разновидность телевизионного спектакля, сложился в СССР в 1960-х годах и представлял собой не хореографический спектакль, перенесённый на экран со сцены театра, а оригинальное, совершенно самостоятельное произведение, созданное специально для телевидения и не имеющие сценического первоисточника.
Первый советский телевизионный балет, «Граф Нулин» Бориса Асафьева по одноимённой поэме А. С. Пушкина, был создан на Центральном телевидении в 1959 году балетмейстером В. А. Варковицким. Создатели телевизионного «Графа Нулина» стремились не подражать театральной постановке: танцевальные эпизоды здесь чередовались с игровыми; съёмки на натуре, введение панорамы пейзажей, частая смена ракурсов приближали постановку Варковицкого к игровому художественному фильму. 
Многие приёмы, использованные в «Графе Нулине», в дальнейшем не стали ни обязательными, ни характерными для жанра телебалета; иначе трактовали его специфику Н. И. Рыженко и В. В. Смирнов-Голованов, создавшие ряд телевизионных балетов на рубеже 60—70-х годов, а также А. А. Белинский и Д. А. Брянцев, по-своему увидевшие этот жанр в конце 70-х.

## Наиболее известные телебалеты
В 1969—1972 годах ряд телевизионных балетов создали Н. И. Рыженко и В. В. Смирнов-Голованов, видевшие специфику жанра не в натурных съёмках, а в возможности использовании различных съёмочных средств: замедленной, ускоренной и комбинированной съёмки, сложного монтажа, «стоп-кадров», в возможности выделить крупным планом отдельные движения и жесты и т. д. Созданные ими телебалеты — «Ромео и Джульетта» на музыку П. А. Чайковского, «Трапеция» С. С. Прокофьева, «Озорные частушки» на музыку Р. К. Щедрина и другие — были богаты открытиями, в дальнейшем прочно вошедшими в арсенал выразительных средств этого жанра.

### Телевизионные балеты Александра Белинского
Классикой жанра стали поставленные режиссёром Александром Белинский в содружестве с балетмейстером Дмитрием Брянцевым телевизионные балеты «Галатея» (1977), по мотивам пьесы Дж. Б. Шоу «Пигмалион» (музыкальную основу составили вариации Тимура Когана на темы мюзикла Ф. Лоу «Моя прекрасная леди»), и «Старое танго».
Именно эти постановки принесли жанру телебалета большую популярность у зрителей. Отказавшись от зрелищных эффектов, Белинский и Брянцев утверждали приоритет хореографии, которая в их постановках носила не условно-абстрактный, а жанрово-бытовой характер. Специфику жанра они увидели в новом, необычном для театрального балета обыгрывании пространства, в возможности обогащения хореографического рисунка роли множеством мелких движений, бесполезных в театре, но хорошо смотрящихся на телевизионном экране. Игровая стихия телебалетов Брянцева и Белинского позволила по-новому раскрыться артистам балета, в том числе Екатерине Максимовой, впервые обратившейся в них к гротесковому языку современного танца.
Эти же принципы своё дальнейшее развитие получили в поставленном Белинским вместе с Владимиром Васильевым в 1982 году телебалете «Анюта» на музыку Валерия Гаврилина. Сам балет был создан специально для телевизионной постановки, лишь четыре года спустя Васильев перенёс его на театральную сцену. В «Анюте» специфику телебалета Белинский и Васильев обнаруживали в сближении его с драматическим телеспектаклем; то, что невозможно было передать через танец, здесь решалось средствами пантомимы и актёрской игры. «Его замечательные телевизионные балеты „Галатея“, „Анюта“, „Старое танго“, — говорил о Белинском К. Худяков, — показали нам самую странную вещь, которую можно было ожидать. Балет — вещь, которая предполагает огромное пространство Большого театра и других сцен мира, вдруг оказывается, смог вместиться в маленькое пространство телевизионного экрана… Он рассказал нам, что балет это искусство сугубо драматическое, что балет не только пластика, но и рассказ о внутренних переживаниях героев».
Те же приёмы по-разному воплощались и в других телевизионных балетах Белинского: в «Доме у дороги» (балетмейстер Владимир Васильев, 1984) и «Женитьбе Бальзаминова» (балетмейстер Олег Тимуршин, 1989) на музыку Гаврилина и поставленной вместе с Гали Абайдуловым «Чаплиниане» на музыку Чарльза Чаплина (1987).

### Последние телевизионные балеты
К жанру драматического телевизионного спектакля, к психологическому театру приближался и поставленный С. В. Воскресенской и С. В. Конончук в 1991 году в творческом объединении «Телетеатр» балет «Размышление на тему. Гамлет» на музыку Дмитрия Шостаковича. Двумя годами раньше, обратившись к редкому жанру хореографической пародии, они создали телебалет «Новогодний детектив» на попурри из классической музыки, спектакль, возродивший зрительский интерес к телебалету. В 1992 году вышла «Последняя тарантелла» Александра Белинского, в 1997 году — «Возвращение Жар-птицы» Андриса Лиепа. Однако с началом экономических реформ жанр телебалета в России угас, как и другие разновидности телевизионного спектакля.
В Европе и США чаще делают записи существующих спектаклей, однако телебалет как жанр тоже продолжает существовать.